# 阿爾漢格爾斯克莊園

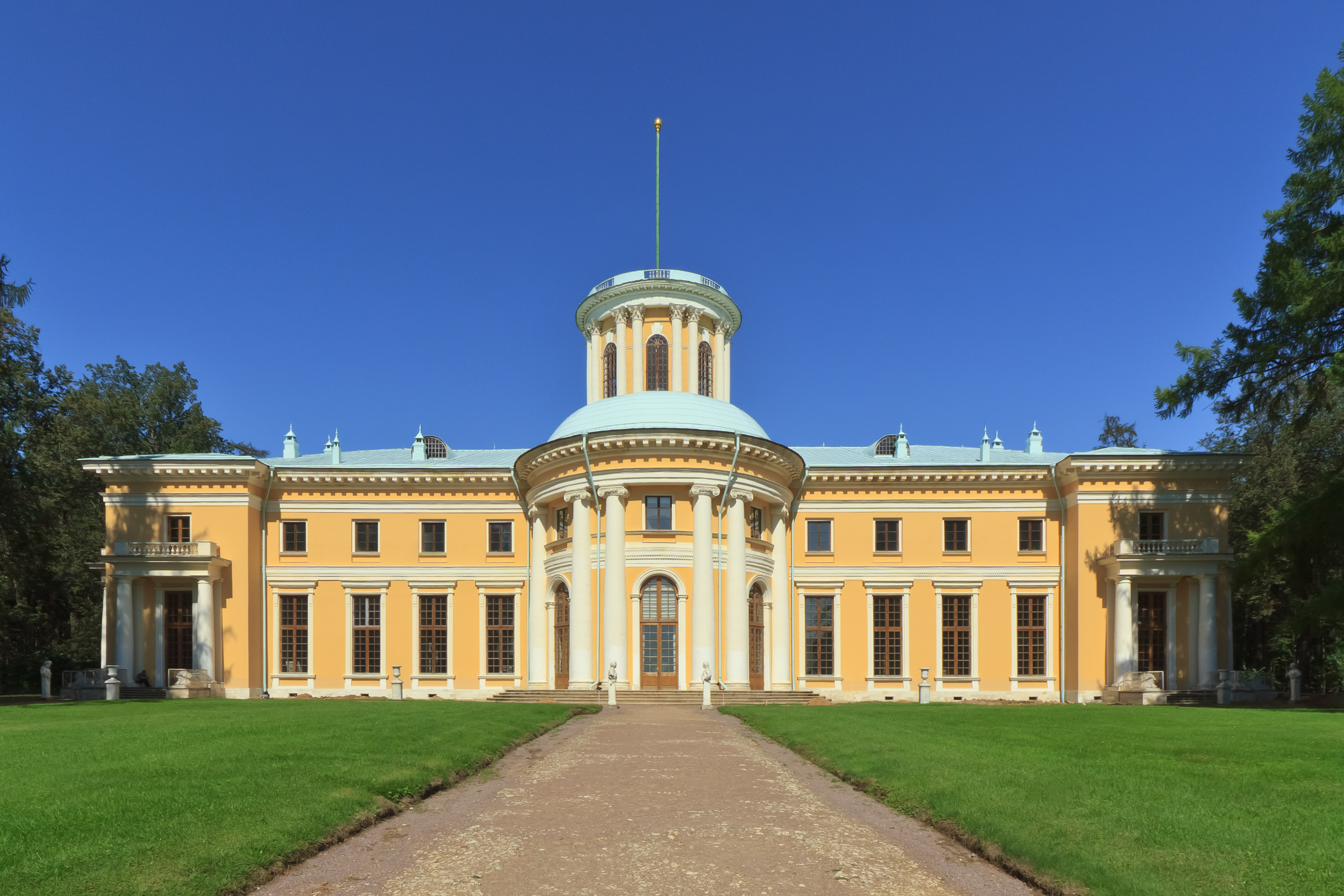

阿爾漢格爾斯科庄园（俄语：Арха́нгельское）是位於俄羅斯首都莫斯科以西20公里處的一座宮殿建築。阿爾漢格爾斯科宮始建於1703年，現在是一座博物館並且對外開放。阿爾漢格爾斯科宮是一座新古典主義建築。